# Spongia lignea
Spongia lignea är en svampdjursart som beskrevs av Hyatt 1877. Spongia lignea ingår i släktet Spongia och familjen Spongiidae.

## Underarter
Arten delas in i följande underarter:
- S. l. levis
- S. l. hawaiiensis
- S. l. crassa
- S. l. arborescens